# Eunicella rigida
Eunicella rigida är en korallart som beskrevs av Kükenthal 1908. Eunicella rigida ingår i släktet Eunicella och familjen Gorgoniidae. Inga underarter finns listade i Catalogue of Life.